# Dschang
Dschang est une ville historique et universitaire du Cameroun située dans la région de l'Ouest, en pays Bamiléké. Chef-lieu du département de la Menoua, elle est la deuxième plus grande ville de la région Ouest après Bafoussam.

## Étymologie
En 1895, après l'arrivée dans la localité d'une mission coloniale allemande conduite par Eugen Zintgraff, une région militaire dirigée par le colonel Hunter y est installée. En 1903, Dschang devient une ville administrative et civile dirigée par le commissaire de district Emil Rausch (1877-1914).
Auparavant le territoire portait le nom de Fo-lekeu (Foréké), du nom du roi Fo-Lekeu-ane, mort en 1886 et dont la disparition déclencha une guerre de neuf ans entre les Foreké et leurs voisins, les Foto.
Le nom du royaume Fo-lekeu aurait pu être conservé, puisque le préfixe fo est présent dans de nombreux toponymes de la région : Foréké, Foto, Fongo-Tongo, Fotetsa ou Fongo-Ndeng.
La seconde option était Ba-me-lekeu, d’autres noms de royaumes possédant le préfixe ba, qui signifie « les gens de quelque part, d’un lieu précis », par exemple Baleveng, Bamendjou, Bamenda, Bafoussam, Batcham ou Bafut.
Le mot yemba Tsan présente en effet une similitude avec les mots allemands Zank et Zange, avec une prononciation proche. De fait, en allemand, Zank signifie aussi « querelle », alors que Zange désigne la « pince » ou la « tenaille ».
Un phénomène inédit de triangulation favorisa le choix du mot Zange plutôt que Zank. Pour cette station militaire, on peut y voir l’intention de saisir l’ennemi dans ses serres, l’aigle allemand étant le symbole l’armée impériale.

## Géographie
La ville de Dschang se situe à 45 minutes de route de Bafoussam (60 kilomètres), quatre heures de Douala (300 kilomètres) et cinq heures de Yaoundé (400 kilomètres). La commune s'étend sur 262 km2, son espace urbain compte 20 communautés et la zone rurale en compte 96. Les cinq groupements qui la composent sont Foto : 99 km2 ; Foréké-Dschang : 86 km2 ; Fongo-Ndeng : 31 km2 ;  Fossong Wentcheng : 18 km2 ; Fotetsa : 11 km2 ; Centre urbain : 7 km2.
Le climat de la ville de Dschang est de type équatorial avec une pluviométrie moyenne annuelle de 1 790,5 mm. On y rencontre deux types de saisons : la saison pluvieuse qui dure 09 mois (de mars à novembre) avec une température minimale  de 15 °C et maximale de 20 °C. La saison sèche dure 3 mois. Le mois le plus chaud de l'année est le mois de mars et le mois le plus froid c'est le mois d'août.
La superficie de l’espace urbain de Dschang est évalué à 5 655 ha et se situe dans l’intercession du territoire des chefferies Foto et Foréké-Dschang. La Commune de Dschang est limitée au nord par la Commune de Nkong-Zem ; au sud par la commune de Santchou ; à l’ouest par la Commune de Fongo-Tongo ; à l’est par la Commune de Fokoué ; au sud-ouest par la Commune de Fontem.
La ville est traversée par la route provinciale P17: axe Bamougoum (RN6) - Nkongsoung (RN5). Elle est à 46 km de Bafoussam capitale régionale, 54 km de Mbouda, 26 km de la frontière avec le Sud-Ouest, 46 km de Melong et 84 km de Nkongsamba dans le Moungo.
| Alou     | Fongo-Tongo | Nkong-Zem |
| Fontem   | Dschang     | Nkong-Zem |
| Santchou | Santchou    | Fokoué    |

## Histoire
Les terres occupées par Dschang aujourd'hui n'étaient pas un lieu important d'habitation, mais un domaine disputé par deux chefferies voisines. Le Dschang nom se traduit par « différend » dans la langue locale.
L'histoire documentée de Dschang a commencé en 1895, quand elle a été « découverte » par une mission militaire allemande.
Elle a été sous contrôle britannique de 1919 à 1920, puis sous administration française jusqu'à l’accession du Cameroun à l’indépendance en 1960.

### Période coloniale

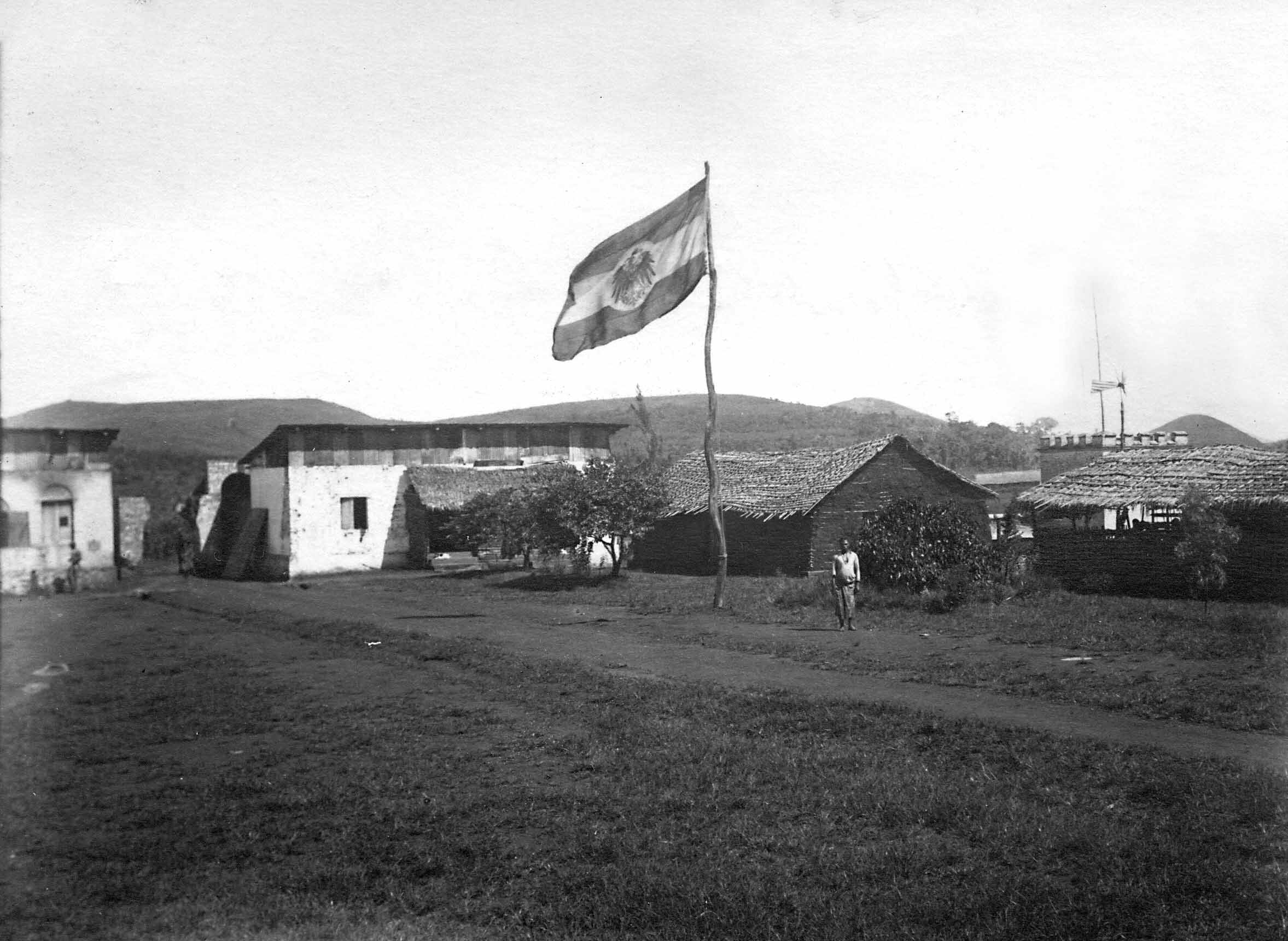
Station militaire vers 1915.

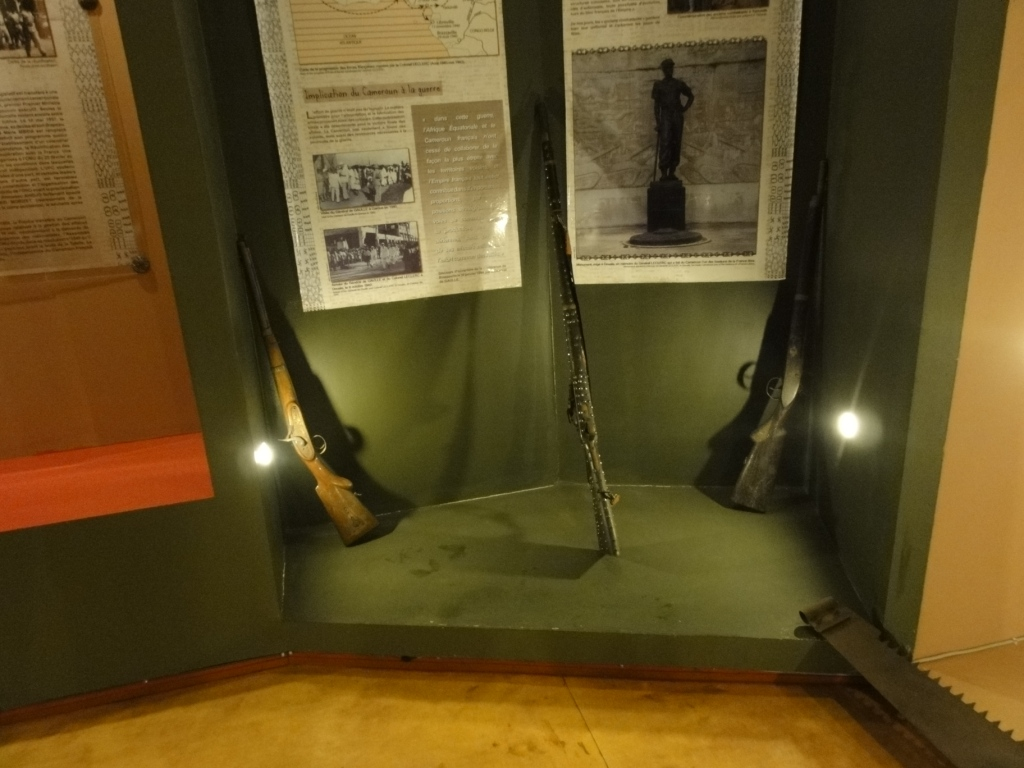
Armes utilisées par les colons à Dschang.

Sous l’autorité allemande de 1884 à 1916, la ville de Dschang remplace Fontem en 1907 comme siège d'un district militaire allemand et de la 8e compagnie de la Force impériale de protection.
Après la défaite de l'Allemagne lors de la Première Guerre mondiale, le Cameroun allemand fut placé sous mandat de la Société des Nations administré par la France pour sa partie orientale et le Royaume-Uni pour sa partie occidentale, la localité placée sous contrôle britannique en 1916 est transférée au Cameroun français par le Traité de Versailles du 28 juin 1919, elle est par la suite déclarée capitale de la Province Ouest. Il se développe dès lors des lieux de villégiature de la ville dans les années 1940. Cette ville est également connue pour avoir accueilli le premier congrès de l'Union des populations du Cameroun en 1950.
Le centre climatique de Dschang en est le symbole. Cette station constitue désormais la base de plans DSH pour promouvoir Dschang en tant que destination touristique.

### Période post coloniale
Le 1er janvier 1960, le Cameroun obtient son indépendance, et l'administration régionale a été déplacée à Bafoussam. Dschang a souffert de ce changement, puisque beaucoup plus d'efforts d'investissement ont été consentis dans les infrastructures de Bafoussam.
Après l'institution de l'Université de Dschang en 1993, l'intérêt et les investissements étrangers au développement de la ville ont commencé à augmenter, et le tourisme et l'exploitation de gisements minéraux contribuèrent au développement de la ville.

## Culture
Le musée des civilisations est une réalisation communautaire à vocation régionale et nationale. Son architecture africaine contemporaine se caractérise par les symboles : araignée, buffle, éléphant, masque, écriture… Ce lieu propose une lecture générale de l’histoire du Cameroun, de l’homme dans son environnement naturel, socioculturel et économique à travers cinq espaces thématiques : l’histoire singulière du Cameroun, les seigneurs de la forêt, les peuples de l’Eau où l’eau au cœur de la vie, le nord-Cameroun et sa mosaïque de peuples bâtisseurs,  et les chefferies des Grassfields, alliance entre tradition et modernité.

## Population
L'évolution démographique de la population urbaine de la ville de Dschang est relevée par les recensements de la population. En 2005, la zone urbaine de Dschang Ville compte 63 161 habitants. L'accroissement annuel de la population urbaine est estimé à 3,17 % dans la période 1987-2005. Son statut de zone universitaire influence fortement la pousse démographie.
| 1962   | 1976   | 1987   | 2005   |
| ------ | ------ | ------ | ------ |
| 11 212 | 17 800 | 35 800 | 63 838 |

## Administration
La ville est érigée en commune de plein exercice en 1962, puis commune urbaine en 1974. A cette date, Le territoire communal est démembré en quatre entités communales pour donner naissance aux communes de Fokoué, Penka Michel, Santchou et Dschang. Il est ainsi créé la commune urbaine de Dschang et la commune rurale de Dschang. En 2007, et en application de la loi de décentralisation de 2004, les communes urbaine et rurale sont supprimées, donnant naissance à la commune de Dschang et la nouvelle commune de Fongo-Tongo. L'actuelle commune de Dschang a été créée par décret no  2007 / 117 du 24 avril 2007 du Président de la République portant création des communes. Elle a actuellement 41 conseillers municipaux et pour maire Jacquis Gabriel Kemleu Tchabgou (mandature 2020-2025),.
Les anciens maires sont : Vougmo Fidèle à Momo Bernard en passant par Guetsop Paul, Guetsa Pascal, Momo Bernard Ernest, Ndongson René, Tsobgny Panka Paul, Sonkin Étienne, maire de la commune urbaine de 1996 à 2007, pendant cette période coexiste la commune rurale de Dschang.
| Période | Période | Identité                        | Étiquette | Qualité                 |
| ------- | ------- | ------------------------------- | --------- | ----------------------- |
| 1996    | [2007   | Etienne Sonkin                  | SDF       | Enseignant technique    |
| 2007    | 2020    | Beaudelaire Donfack             |           |                         |
| 2020    |         | Jacquis Gabriel Kemleu Tchabgou | RDPC      | Expert en développement |

## Chefferies traditionnelles

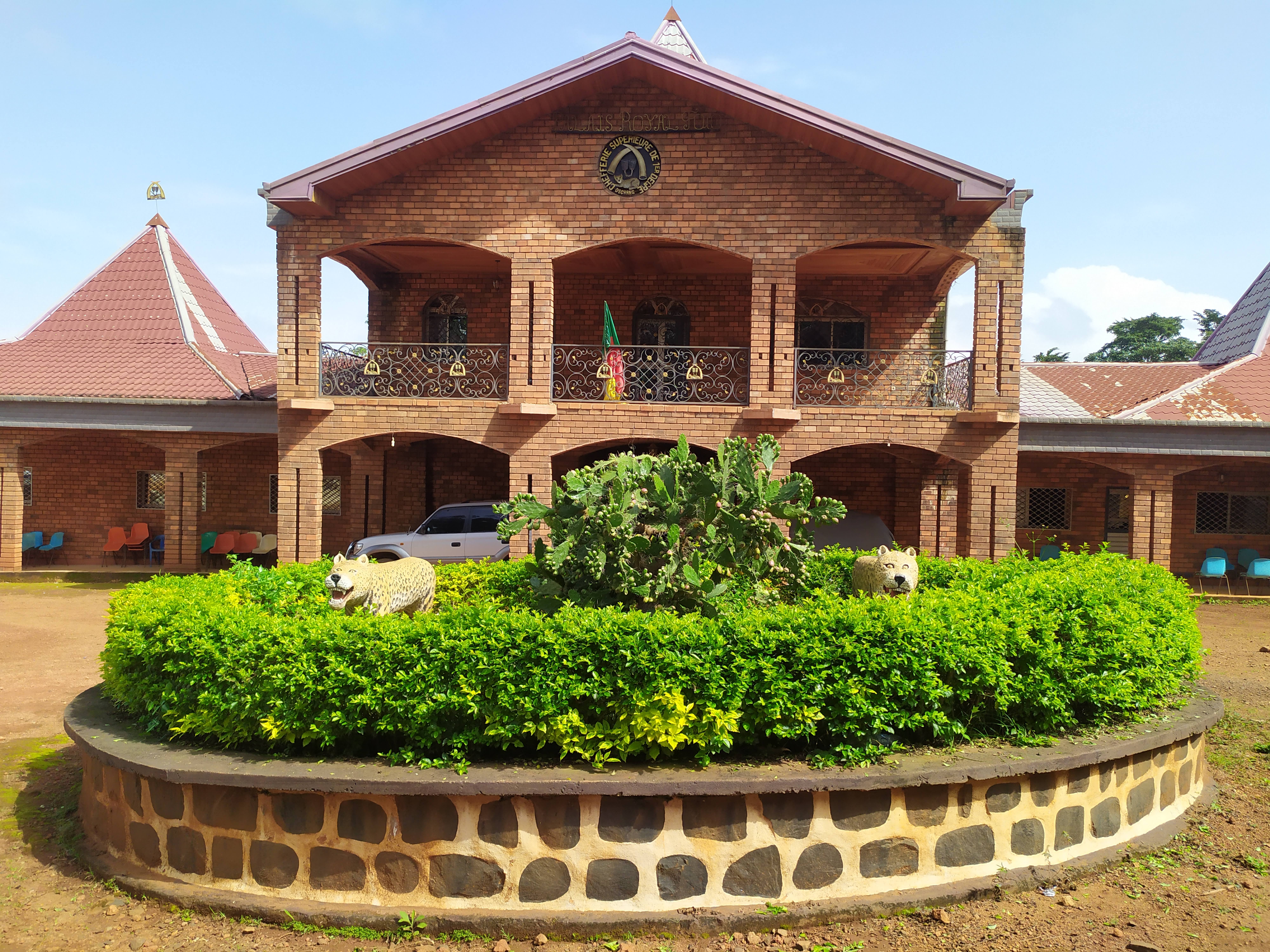
Chefferie supérieure de Foto.

L'arrondissement de Dschang compte une chefferie traditionnelle de 1er degré, quatre chefferies de 2e degré et 14 chefferies de 3e degré.
La chefferie de premier degré est la chefferie Foto, à Dschang.
Les quatre chefferies de 2e degré sont :
- 708 : Chefferie Foréké-Dschang ;
- 709 : Chefferie Fongo-Ndeng ;
- 710 : Chefferie Fossong-Wentcheng ;
- 711 : Chefferie Fotetsa.

## Quartiers et villages
La commune est constituée de l'espace urbain de Dschang Ville et de cinq groupements de villages :

### Dschang Ville
La zone urbaine de Dschang Ville est constituée de 34 quartiers : Asseitsa, Athoumeto, Aza'a, Aza'a Foreke-Dschang, azuenla, Canne à Sucre, Centre Commercial, Dounga, Famla, Femteu, Fiala (Foto) II, Fiankop, Fiankop I, Fiankop II, Génie Rural, Haoussa et Mosquée, Keuleng, Leufock, Makemtsa, Makemtsa-Madagascar, Mechieu, Meka'a I, Melang, Minghong et Zemba, Mingmeto, Mingou, Mosquée, Ngui, Nylon, Tapalé, Tchoualé I, Tchoualé II, Tsenfem, Tsinbing, Tsinkop, Zemda.

### Fongo-Ndeng
Le groupement de Fongo-Ndeng est constitué de quinze villages : Atah, Azia ou Minka, Fiala (King Place), Lap, Méguia, Mengang, Mezem, Ndah, Ngui, Nguiabing, Ntseug, Tsenbing, Zeng, Zenlah, Zintse.

### Foreke Dschang
Le groupement de Foréké-Dschang est constitué de 7 villages : Atchoua Ngoua, Atochi, Banki, Bapouh II, Fiala, Fotsen Lessing, Litieu.

### Fossong-Wentcheng
Le groupement de Fossong-Wentcheng est constitué de 7 villages : Feu, Fiala I, Fiala II, Lego I, Lego II, Tsingla, Wa.

### Fotetsa
Le groupement de Fotetsa est constitué de sept villages : Awoungla, Fiala, Megang, Melah, Nzimpouet, Toula, Tsinkou.

### Foto
Le groupement de Foto est constitué de sept villages : Balivonli, Esiteu, Fiala, Fiala (Foto) II, Fonakeukeu, Makong, Fotchülü.

## Économie et infrastructures

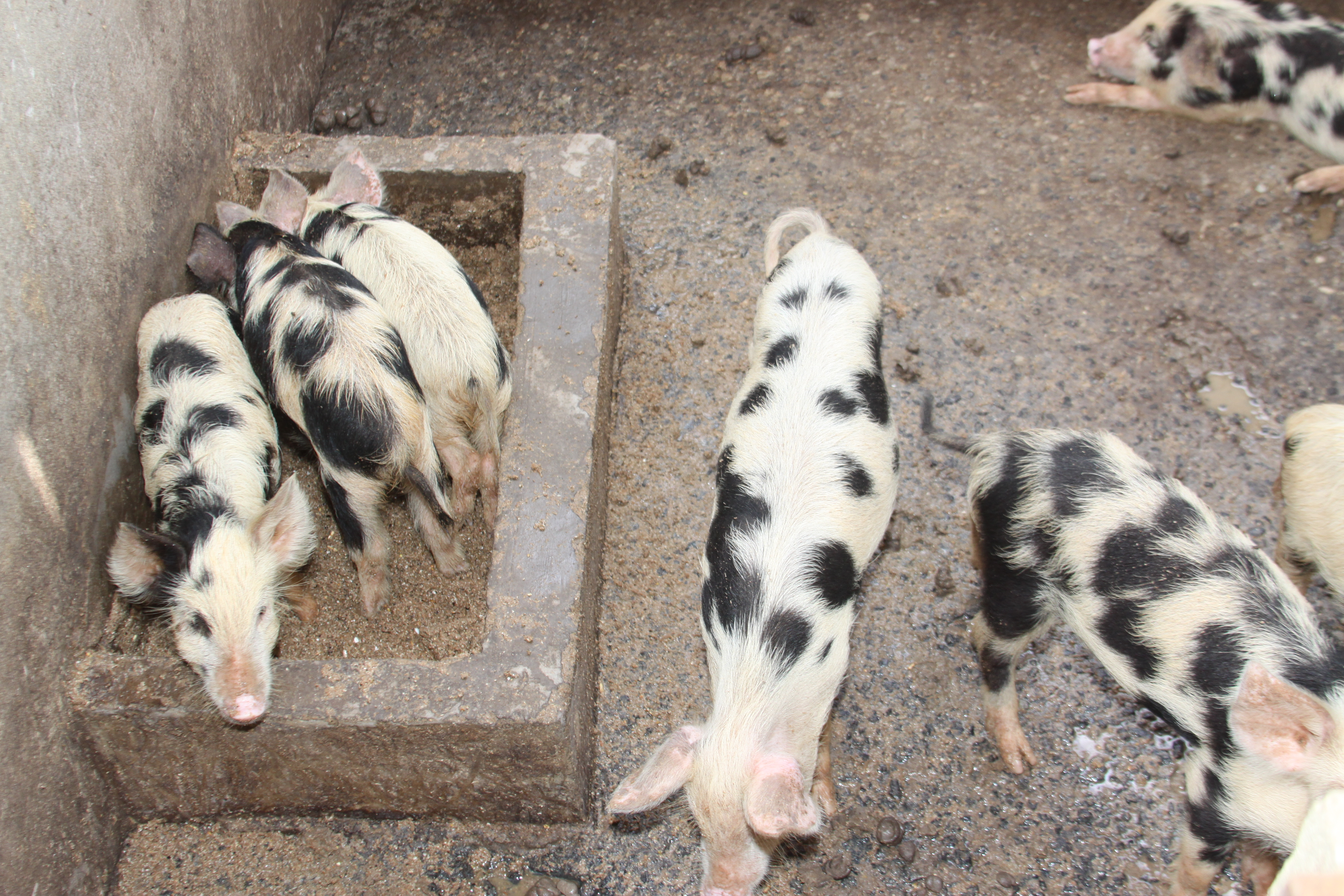
Élevage de porcs.

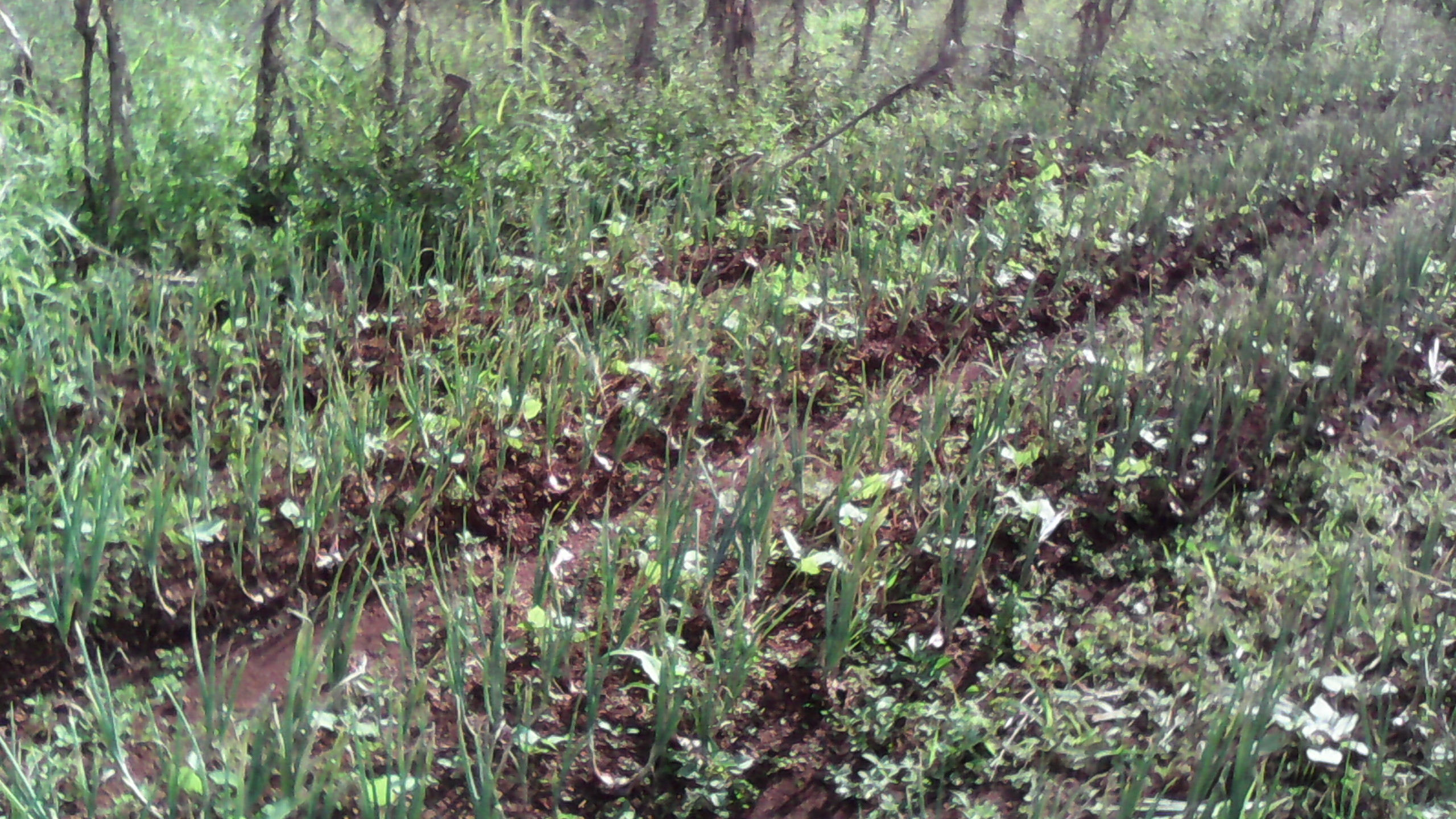
Plantation d'oignons.

Dschang est un centre agricole important depuis le temps des colonies. L'élevage de porc est très pratiqué dans la ville.
À 1 400 mètres d’altitude, sur le versant sud-est des monts Bamboutos, Dschang dispose d’un microclimat (moyenne de 16 °C à 21 °C, maximum de 31 °C durant le mois le plus chaud en avril), qui en fait une zone de villégiature par excellence ; c’est après Foumban la première destination touristique de la province de l'Ouest.
La commune urbaine de Dschang a ouvert depuis juillet 1998 un office du tourisme, le premier créé au Cameroun, en collaboration avec celui de Nantes (France) ; corrélativement la coopération décentralisée Nantes-Dschang a financé un projet assainissement de la ville et l'approvisionnement de certains quartiers en eau.

## Enseignement

### Liste des établissements d'enseignement de base à Dschang

#### Écoles maternelles
1. École maternelle du marché B
2. École maternelle du camp gendarme
3. École maternelle de Banki

#### Écoles primaires
1. École publique groupe 2
2. École publique groupe 4
3. École publique du centre 1A
4. École publique de Foto groupe 2 A
5. École publique de Foto groupe 2 B
6. École publique de Fonakeukeu 1
7. École publique de Fonakeukeu 2

### Enseignement secondaires

#### Liste des établissements d'enseignement secondaire à Dschang
1. Lycée classique de Dschang
2. Lycée Bilingue de Dschang
3. Lycée de Fonakeukeu
4. Menoua espoir collège
5. Collège Albert camus
6. Collège notre Dame de l'immaculée conception
7. Collège Intellexi
8. Lycée de Nzenmeh
9. lycée de Foto-Livounli
10. Lycée de Ligang-Foto
11. Lycée de Fongo-Ndeng
12. Lycée Technique de Dschang
13. Lycée Technique de Foréké-Dschang
14. Collège Privé Laic La Renaissance
15. Lycée Bilingue de Toula-Nzong
16. Lycée de Makong 1
17. Cetic de Zempouet

### Enseignement supérieur
L'Université de Dschang (UDs) est une institution publique fondée en 1993. 

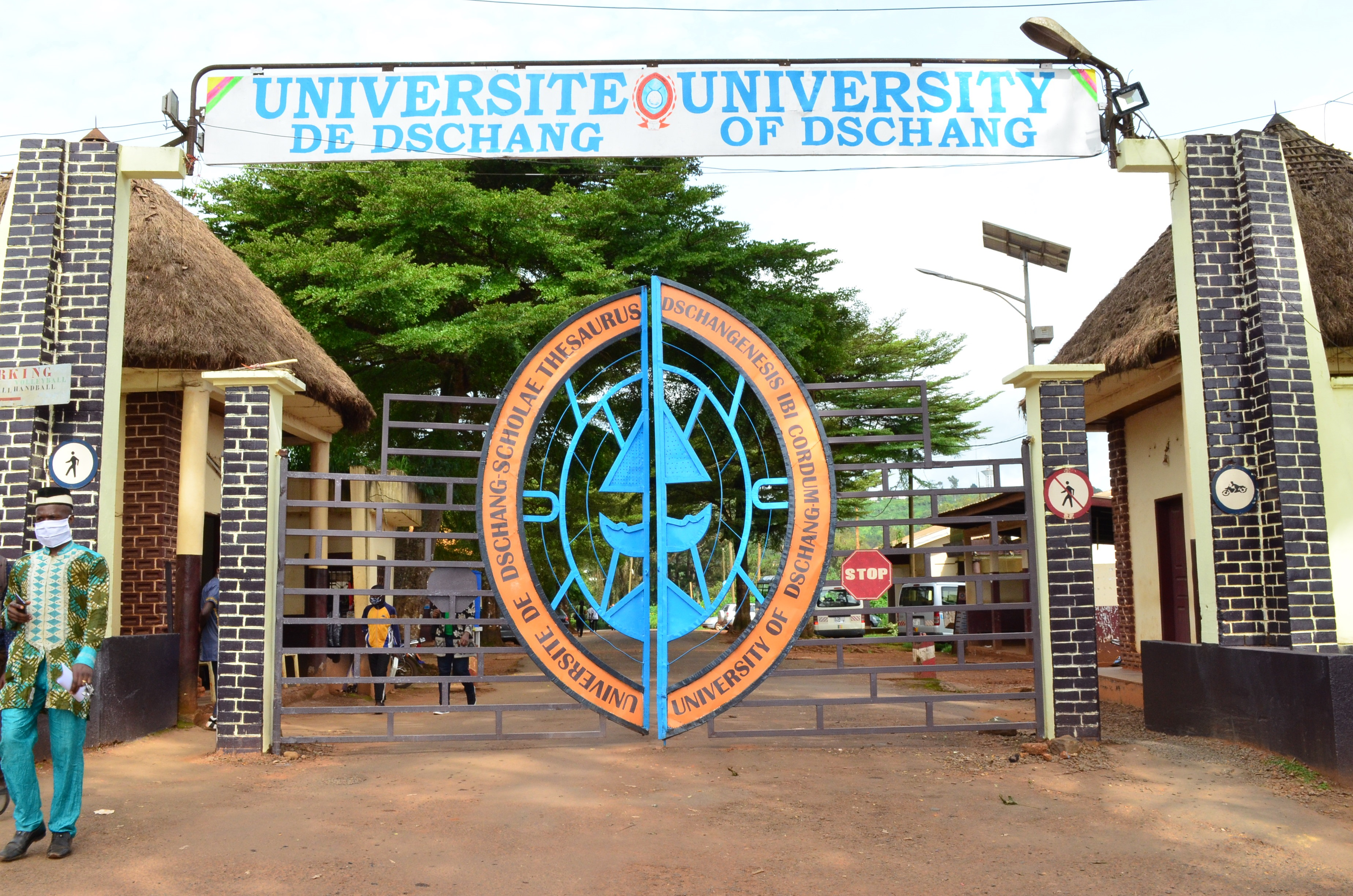
Université de Dschang.

- Institut Supérieur des Sciences et Technologies Nanfah (ISSTN)
- Institut d’Enseignement Supérieur Foyaguem (IESF)[22]

## Transport

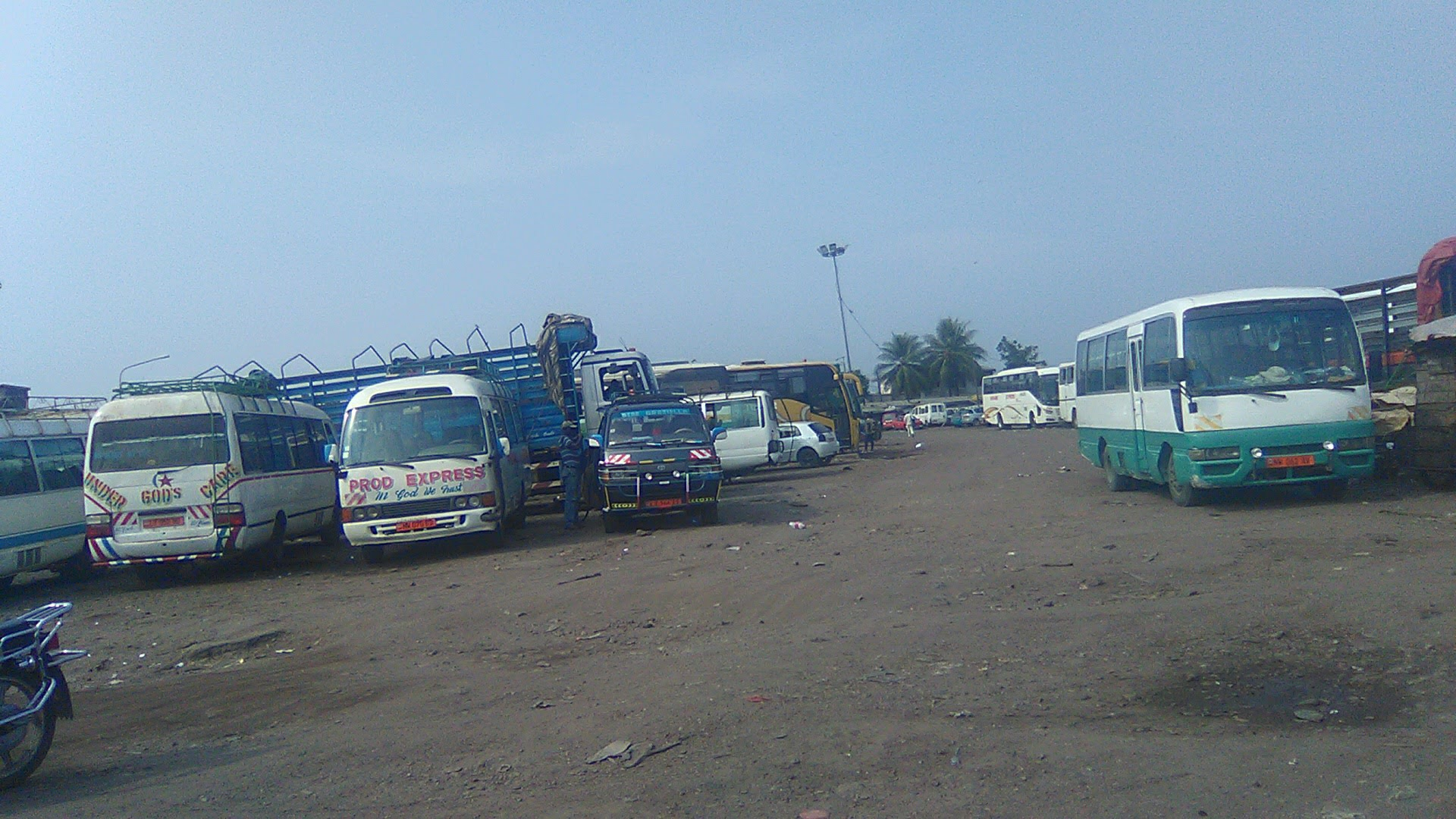
Transport terrestre interurbain à Dschang.

La ville est accessible toute l'année par des routes asphaltées ou carrossables souvent pleines de poussières en saison sèche ou boueuses en saison des pluies.
Il y a des liaisons régulières de bus vers Mbouda, Bafoussam, Bafang, Douala et Yaoundé. Il y a aussi une piste d'atterrissage
(5° 27′ N, 10° 04′ E).

## Pollution
L’étude des paramètres physicochimiques et microbiologiques de l’eau du bassin de la menoua . elle a mis en évidence une forte pollution microbienne et physicochimique de l’eau vis-à-vis  des caractéristiques des  apports anthropiques. Cette pollution est caractérise  pH acide, la faible Oxygénation de l’eau, une forte turbidité et une eau riche en micro organisme. 

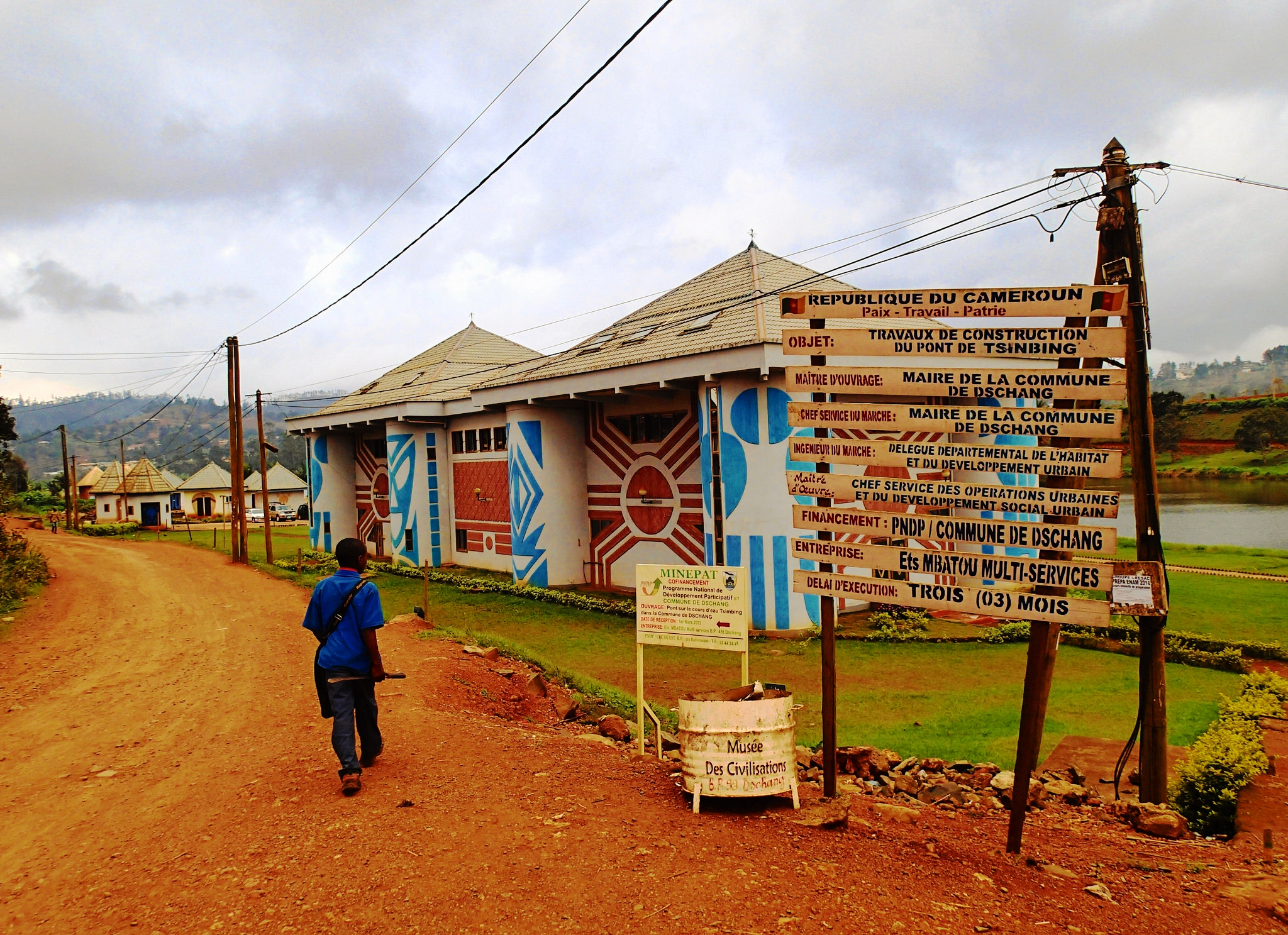

## Patrimoine
De nos jours, la langue Yemba est valorisée à travers les rythmes tels que le mangassa, le club danse, le samali, les variétés. Au début de 2011, le Musée des Civilisations a été inauguré,, consacré à la découverte de l'origine du peuple camerounais et à la diversité des peuples qui composent le pays.

## Curiosités

### Le Centre climatique de Dschang

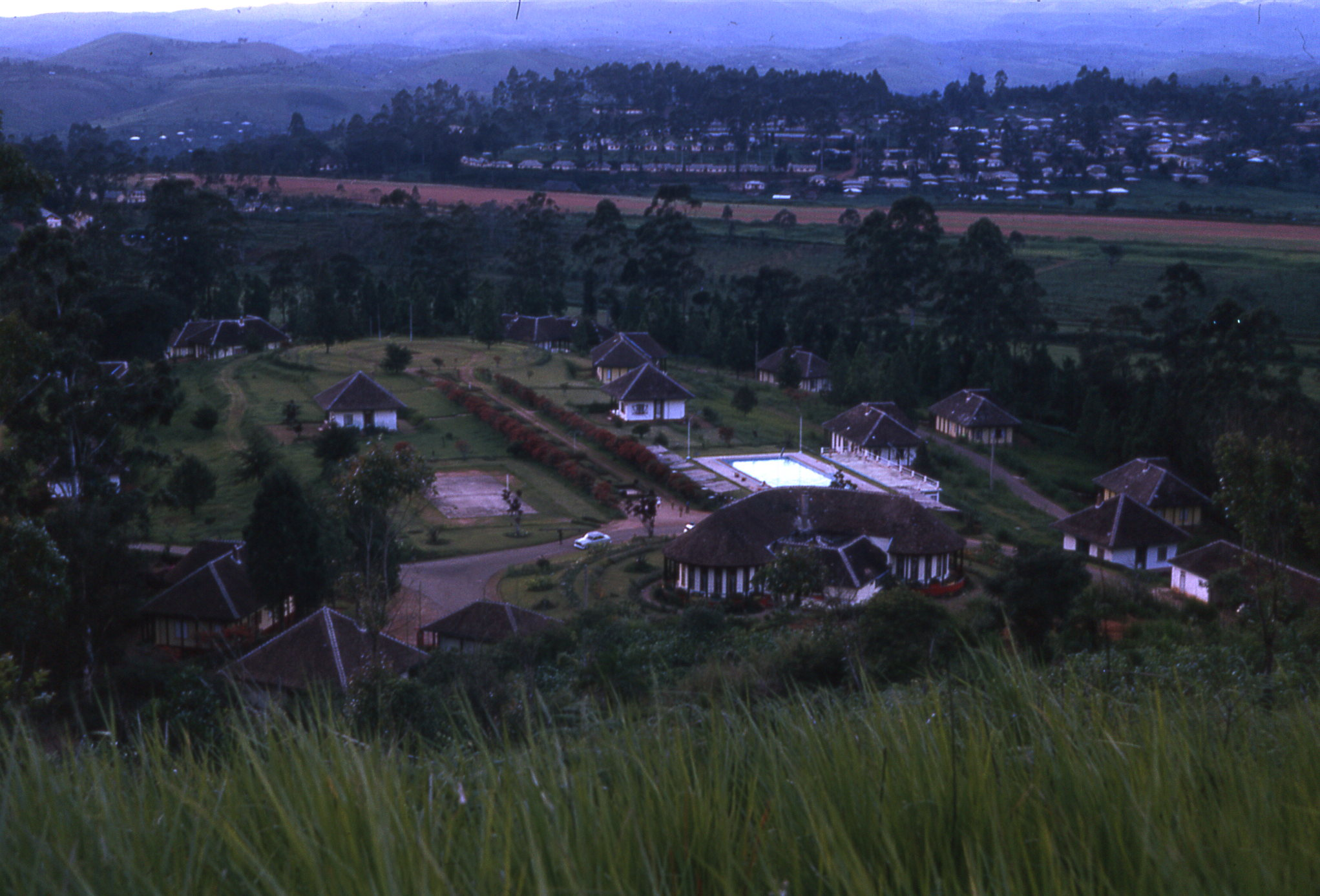
Le centre climatique.

La ville est connue des Camerounais et des touristes étrangers pour son « Centreclimatique », hôtel qui se singularise par sa situation à 1 500 mètres d'altitude sur les flancs de l'une des collines jouxtant la ville, ses pavillons individuels d'une, deux ou trois pièces, et son centre équestre. Créé en 1942, l'établissement fut le premier village de vacances d'Afrique Centrale : il servit en effet de point acclimatation et de repos des colons et militaires français d'Afrique Centrale.Début 1998, l'hôtel héberge pendant plusieurs mois la célèbre compagnie nantaise de théâtre de rue Royal de luxe où est né « l'enfant noir », marionnette de six mètres de haut. La compagnie y peaufine également son spectacle « Petits Contes Nègres, titre provisoire » avant son retour à Nantes pour la Coupe du Monde de Football.[pertinence contestée]

## Les principales attractions touristiques

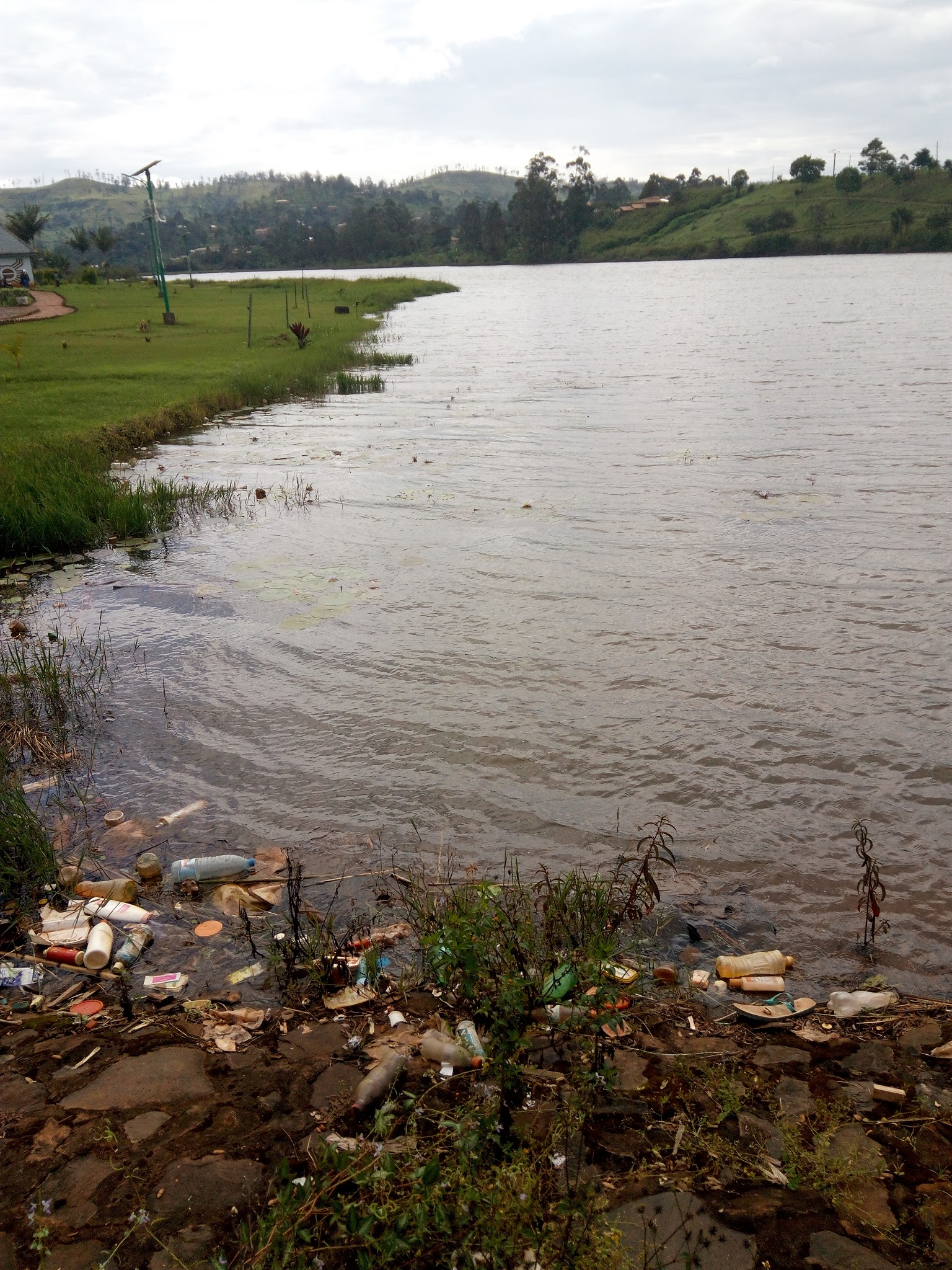
Lac municipal.

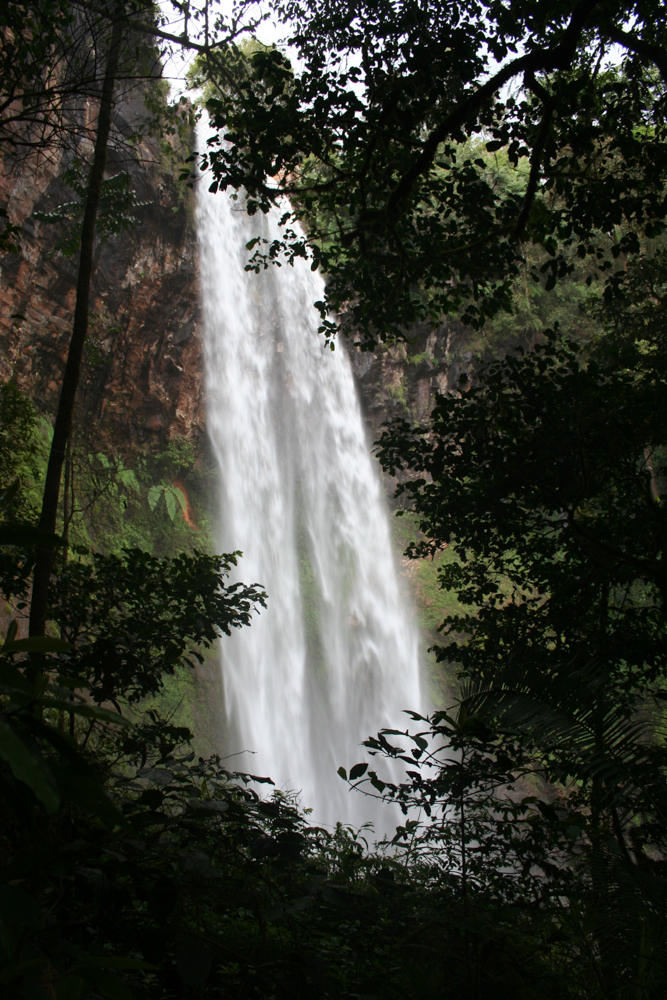
Chutes de Mamy Wata.

Les chutes de Mamy Wata se situent à 22 km et 45 minutes de la ville dans le village voisin de Fongo Tongo ; la légende raconte qu'une sirène, « Mami Wata », y vivrait et sortirait de temps en temps séduire un homme et l'emporterait ensuite dans les profondeurs pour en faire son amant. Cette sirène est la bienfaitrice du village Apouh, un culte lui est rendu chaque année.
- Les différentes chefferies traditionnelles environnantes (dont Foto, Bafou, Foréké, Fongo-Tongo...).
- Le marché de Dschang et son pavillon d'exposition d'artistes contemporains de la ville.
- Le Ngan, le marché qui se tient toutes les semaines.
- Le panorama de paysages montagneux recouverts de parcelles semées de diverses cultures et entrecoupées de haies d'hibiscus et autres plantes utilisées ici de manière traditionnelle pour délimiter les parcelles et contenir le bétail dans des enclos.
- Le lac municipal, lac de retenue créé dans les années 1960, d’une superficie d’environ 40 hectares, situé à proximité du siège de l’Alliance Française logé dans un bâtiment colonial datant de l'époque allemande (rénovation à partir de 1998).
- Le centre artisanal, en face de l’hôpital central.
- Les cérémonies des Funérailles : de novembre à mai, musiques et danses traditionnelles.

## Personnalités nées à Dschang
- Philomène Bassek, femme de lettres camerounaise.
- Carine Atezambong Fomo, arbitre internationale de football.
- Pascal Kenfack, artiste contemporain.
- Dominique Martin Saatenang, acteur, producteur et cascadeur.
- Robins Tchale-Watchou, joueur de rugby à XV.
- Bernard-Aloys Nkongmeneck, botaniste et universitaire.
- Brigitte Tsobgny, scientifique et romancière.
- Sylvie Jacqueline Ndongmo, féministe et syndicaliste camerounaise.
- Céline Magnéché Ndé Sika, femme de lettres et philanthrope camerounaise.

## Galerie

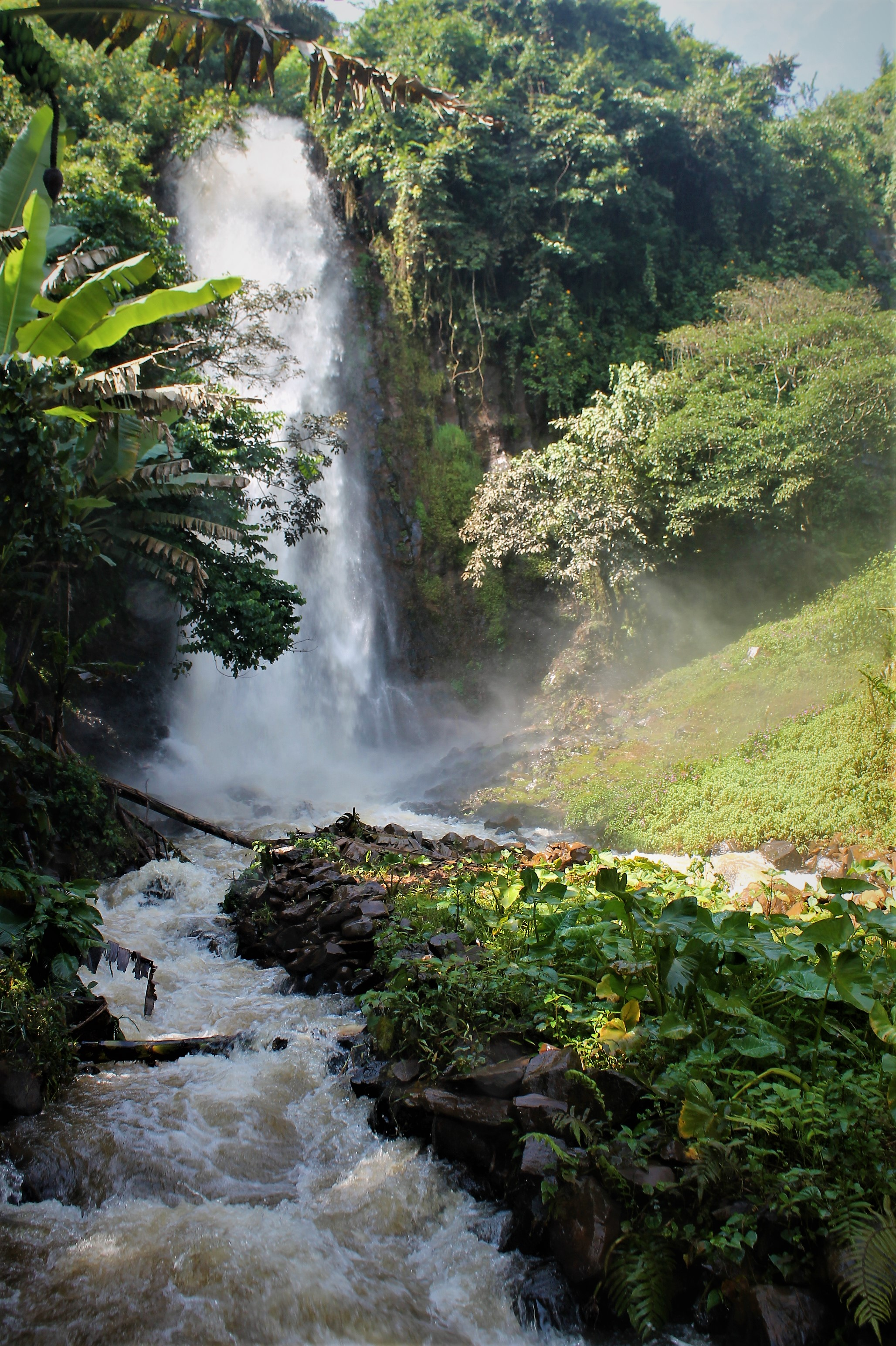
Chutes d'eau Nsem-Tsa.
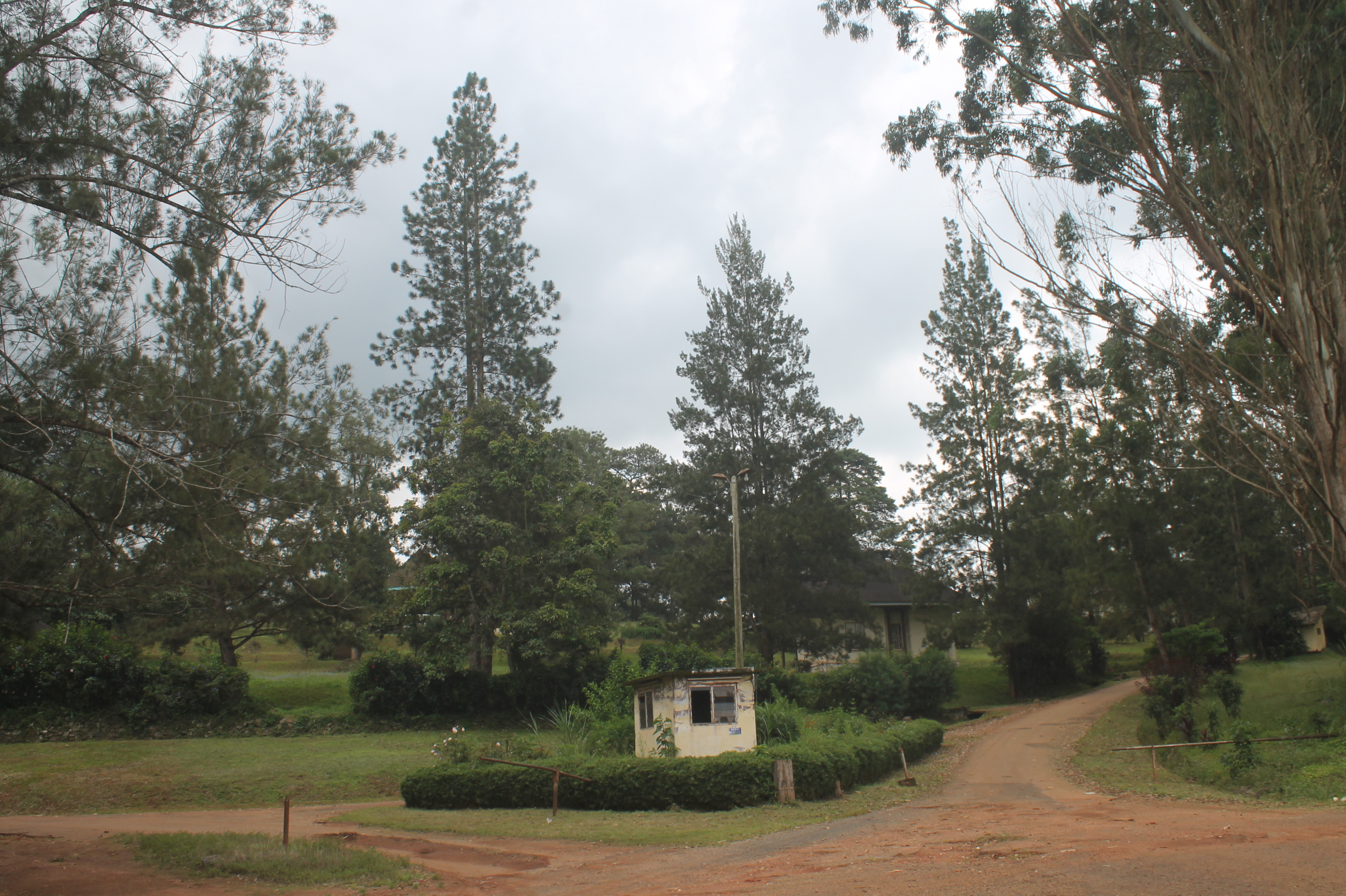
Entrée du centre climatique.
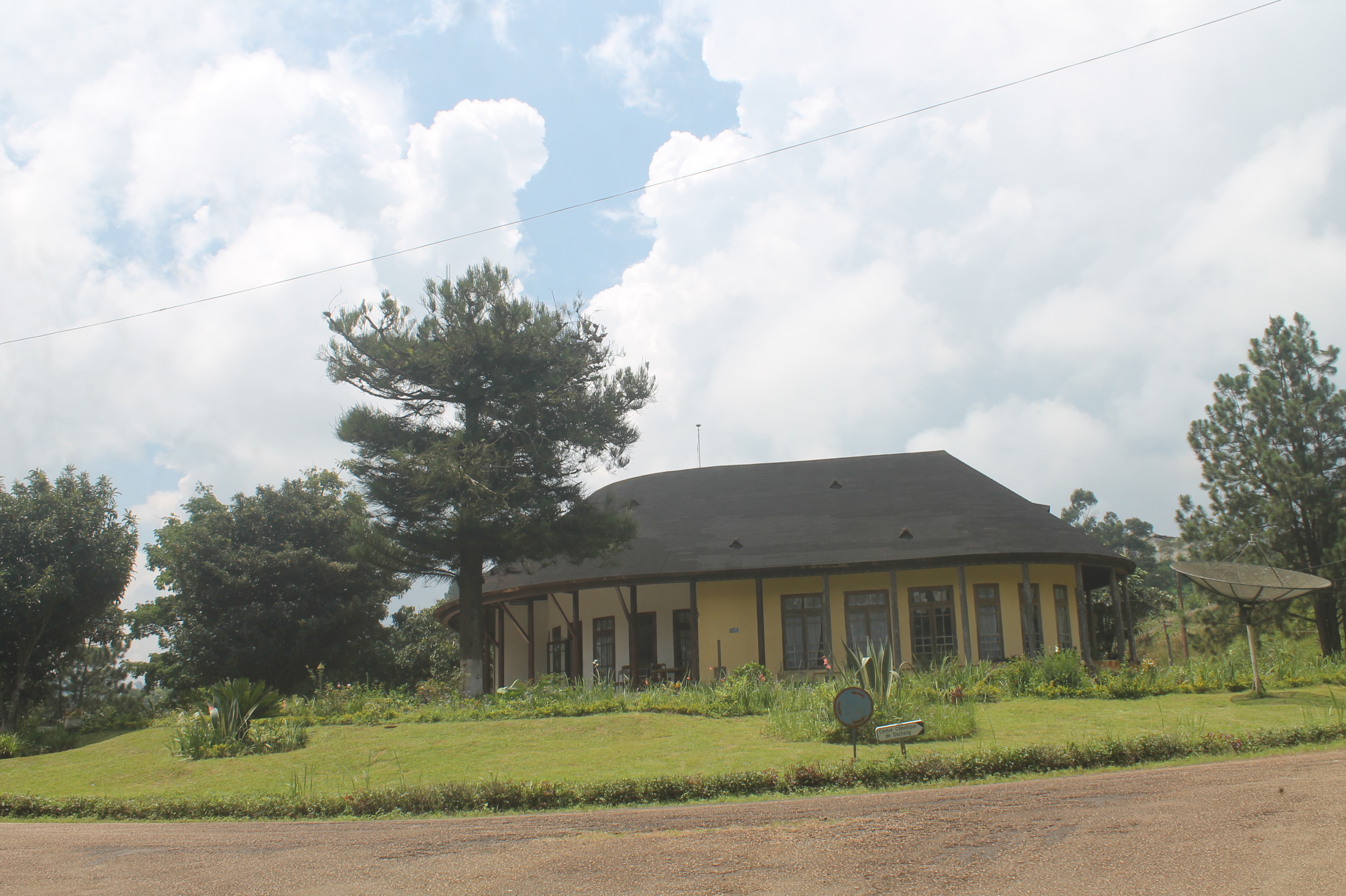
Centre climatique.
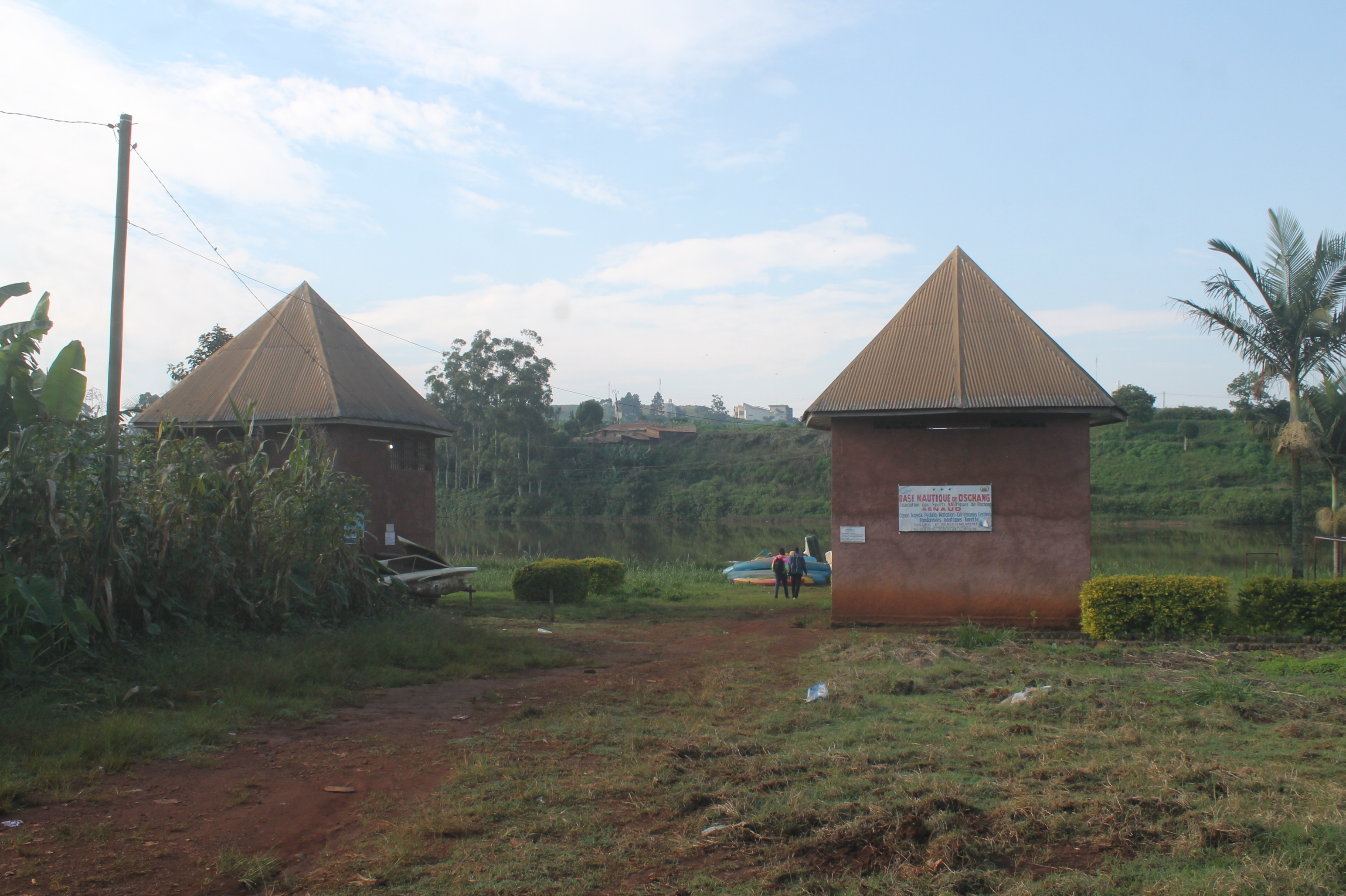
Centre nautique.